# 永和県
永和県（えいわ-けん）は中華人民共和国山西省臨汾市に位置する県。

## 地理
永和県は山西省南西部、臨汾市の北西端に位置する。県北川には呂梁山が聳える。

## 歴史
前漢により河東郡の下部に設置された狐讘県を前身とする。狐讘県は南北朝時代の436年（太延2年）、北魏により廃止されている。その後北斉により永和鎮が設置され、北周になると臨河郡の下部に臨河県を新設、永和鎮をその管轄とした。598年（開皇18年）、臨河県は隋代により永和県と改称された。
1958年に廃止となり呂梁県に編入されたが、1961年に再設置され現在に至る。

## 行政区画
- 鎮:芝河鎮、桑壁鎮
- 郷:乾坤湾郷、望海寺郷、坡頭郷、楼山郷

## 経済
県の経済は農業が中心である。主要作物は小麦、トウモロコシ、コーリャン等であり、その他に綿花やナツメ等の商品作物も生産されている。近年は果樹栽培なども行われている。工業分野では酒造業、食品加工業、建材製造などがある。